# Stazione di Sedrun
La stazione di Sedrun è una stazione ferroviaria della linea del Furka-Oberalp, in Svizzera. Serve il centro abitato di Sedrun, frazione del comune di Tujetsch.